# Балягинское сельское поселение
Балягинское се́льское поселе́ние — муниципальное образование в Петровск-Забайкальском районе Забайкальского края Российской Федерации. До 30 декабря 2019 года являлось городским поселением.
Административный центр — село (в 1958—2019 годах — посёлок городского типа) Баляга.

## История
Статус и границы городского поселения установлены Законом Читинской области от 19 мая 2004 года «Об установлении границ, наименований вновь образованных муниципальных образований и наделении их статусом сельского, городского поселения в Читинской области».
Закон Забайкальского края от 25 декабря 2013 года № 922-ЗЗК «О преобразовании и создании некоторых населенных пунктов Забайкальского края»:
Распоряжением Правительства России от 20 марта 2018 года № 456-р присвоено название новому населённому пункту — селу Голяткино.

## Население
| 2009  | 2010  | 2011  | 2012  | 2013  | 2014  | 2015  |
| ----- | ----- | ----- | ----- | ----- | ----- | ----- |
| 3596  | ↘3552 | ↘3531 | ↘3431 | ↘3326 | ↘3277 | ↘3234 |
| 2016  | 2017  | 2018  | 2019  | 2020  | 2021  |       |
| ↘3187 | ↘3129 | ↘3053 | ↘3013 | ↘2961 | ↘2857 |       |

## Состав сельского поселения
| № | Населённый пункт | Тип населённого пункта       | Население |
| - | ---------------- | ---------------------------- | --------- |
| 1 | Баляга           | село, административный центр | ↘2743     |
| 2 | Голяткино        | село                         |           |
| 3 | Кули             | село                         | ↘167      |